# Лист до Америки
«Лист до Америки» — короткометражна драма режисерки Кіри Муратової. Прем'єра відбулася 9 вересня 1999 року.
Разом із фільмами «Освідчення в любові», «Небувалий похід», «Крізь сльози» та «Пам'ятай», стрічка розділяє 90-94-і позиції у списку 100 найкращих фільмів в історії українського кіно.

## Сюжет
Одеса 1990-их. Місцевий мешканець, який має чимало проблем у своєму житті, стикається з іще однією — йому треба записати відеозвернення для друзів, які емігрували до США.

## У ролях
- Сергій Четвертков
- Ута Кільтер
- Павло Макаров
- Микола Сєднєв